# Saint-Julien-Molhesabate

Saint-Julien-Molhesabate este o comună în departamentul Haute-Loire, Franța. În 2009 avea o populație de 208 de locuitori.